# Akim Tamiroff
Akim Tamiroff, pseudonimo di Hovakim Tamiryants (Tbilisi, 29 ottobre 1899 – Palm Springs, 17 settembre 1972), è stato un attore armeno naturalizzato statunitense.

## Biografia
Dopo aver studiato alla scuola teatrale del Teatro d'arte di Mosca, nel 1923 giunse negli USA in tournée con un gruppo di attori e decise di rimanervi.
Nonostante il suo marcato accento russo, Tamiroff ebbe una lunga e prolifica carriera di attore a Hollywood. Debuttò nel 1932 in La scomparsa di miss Drake, tuttavia il suo nome non comparve nei titoli di testa. Egli recitò in diversi ruoli senza essere accreditato fino al 1935, quando fu coprotagonista in I lancieri del Bengala (1935). L'anno successivo ebbe il ruolo principale in L'oro della Cina (1936), per cui ebbe una candidatura per l'Oscar. Apparve successivamente nel musical Sorgenti d'oro (1937).
Dalla seconda metà degli anni trenta lavorò intensamente quale caratterista in film come Michele Strogoff (1937), I filibustieri (1938), La via dei giganti (1939), Giubbe rosse (1940), Il grande McGinty (1940), I vendicatori (1941), Gente allegra (1942), I cinque segreti del deserto (1943), Per chi suona la campana (1943), per cui ottenne un'altra candidatura all'Oscar, Il ponte di San Luis Rey (1944), e Il miracolo del villaggio (1944).
Negli ultimi anni della sua carriera, recitò ne L'infernale Quinlan (1958) di Orson Welles, nella commedia Colpo grosso (1960), in Topkapi (1964), in Le bambole (episodio Monsignor Cupido, 1965) e in Adulterio all'italiana e Caccia alla volpe (entrambi del 1966).
Tamiroff morì di cancro il 17 settembre 1972.

## Filmografia

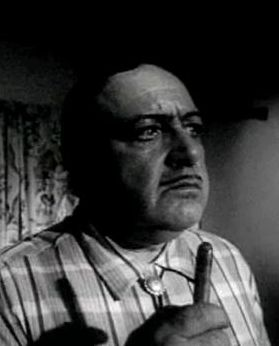
Akim Tamiroff nel film L'infernale Quinlan (1958)

Akim Tamiroff con Peter Ustinov in una scena di Giulietta e Romanoff

### Cinema
- La scomparsa di Miss Drake (Okay, America!), regia di Tay Garnett (1932)
- Clear All Wires!, regia di Bella Spewack (1933)
- Gabriel Over the White House, regia di Gregory La Cava (1933)
- The Barbarian, regia di Sam Wood (1933)
- Professional Sweetheart, regia di William A. Seiter (1933)
- Temporale all'alba (Storm at Daybreak), regia di Richard Boleslawski (1933)
- Orizzonti di fuoco (The Devil's in Love) regia di William Dieterle (1933)
- La regina Cristina (Queen Christina) regia di Rouben Mamoulian (1933)
- Amanti fuggitivi (Fugitive Lovers), regia di Richard Boleslawski (1934)
- L'imperatrice Caterina (The Scarlet Empress), regia di Josef Von Sternberg (1934)
- Sadie McKee, regia di Clarence Brown (1934)
- La vedova allegra (The Merry Widow), regia di Ernst Lubitsch (1934)
- Il commediante (The Great Flirtation), regia di Ralph Murphy (1934)
- Vigliaccheria (Whom the Gods Destroy), regia di Walter Lang (1934)
- Straight Is the Way, regia di Paul Sloane (1934)
- Incatenata (Chained), regia di Clarence Brown (1934)
- Rivelazione (Now and Forever), regia di Henry Hathaway (1934)
- La donna che amo (Lady by Choice), regia di David Burton (1934)
- The Captain Hates the Sea, regia di Lewis Milestone (1934)
- La granduchessa e il cameriere (Here Is My Heart), regia di Frank Tuttle (1934)
- I lancieri del Bengala (The Lives of a Bengal Lancer), regia di Henry Hathaway  (1935)
- Rumba, regia di Marion Gering (1935)
- The Winning Ticket, regia di Charles Reisner (1935)
- Terra senza donne (Naughty Marietta), regia di Robert Z. Leonard e W. S. Van Dyke (1935)
- Tentazione bionda (Reckless), regia di Victor Fleming (1935)
- Canzoni appassionate (Go Into Your Dance), regia di Archie Mayo (1935)
- Black Fury, regia di Michael Curtiz (1935)
- Una notte al castello (Paris in Spring), regia di Lewis Milestone (1935)
- Sui mari della Cina (China Seas), regia di Tay Garnett (1935)
- L'allegro inganno (The Gay Deception), regia di William Wyler (1935)
- The Big Broadcast of 1936, regia di Norman Taurog (1935)
- Two-Fisted, regia di James Cruze (1935)
- L'avamposto (The Last Outpost), regia di Charles Barton e Louis J. Gasnier (1935)
- La vita del dottor Pasteur (The Story of Louis Pasteur), regia di William Dieterle (1936)
- Ho amato un soldato (I Loved a Soldier), regia di Henry Hathaway (1936)
- Avventura messicana (Woman Trap), regia di Harold Young (1936)
- Desiderio (Desire), regia di Frank Borzage (1936)
- Avorio nero (Anthony Adverse), regia di Mervyn LeRoy (1936)
- L'oro della Cina (The General Died at Dawn), regia di Lewis Milestone (1936)
- La figlia della jungla (The Princess Jungle), regia di Wilhelm Thiele (1936)
- Her Husband Lies, regia di Edward Ludwig (1937)
- Michele Strogoff (The Soldier and the Lady), regia di George Nichols Jr. (1937)
- King of Gamblers, regia di Robert Florey (1937)
- The Great Gambini, regia di Charles Vidor (1937)
- Sorgenti d'oro (High, Wide, and Handsome), regia di Rouben Mamoulian (1937)
- This Way Please, regia di Robert Florey (1937)
- I filibustieri (The Buccaneer), regia di Cecil B. de Mille (1938)
- Dangerous to Know, regia di Robert Florey (1938)
- Il falco del nord (Spawn of the North), regia di Henry Hathaway (1938)
- Ride a Crooked Mile, regia di Alfred E. Green (1938)
- Paris Honeymoon, regia di Frank Tuttle (1939)
- King of Chinatown, regia di Nick Grinde (1939)
- La via dei giganti (Union Pacific), regia di Cecil B. DeMille (1939)
- The Magnificent Fraud, regia di Robert Florey (1939)
- Honeymoon in Bali, regia di Edward H. Griffith (1939)
- Passaggio conteso (Disputed Passage), regia di Frank Borzage (1939)
- The Way of All Flesh, regia di Louis King (1940)
- Untamed, regia di George Archainbaud (1940)
- Il grande McGinty (The Great McGinty), regia di Preston Sturges (1940)
- Giubbe rosse (North West Mounted Police), regia di Cecil B. DeMille (1940)
- The Texas Rangers Ride Again, regia di James P. Hogan (1940)
- New York Town, regia di Charles Vidor (1941)
- I vendicatori (The Corsican Brothers), regia di Gregory Ratoff (1941)
- Gente allegra (Tortilla Flat), regia di Victor Fleming (1942)
- I cinque segreti del deserto (Five Graves to Cairo), regia di Billy Wilder (1943)
- Per chi suona la campana (For Whom the Bell Tolls), regia di Sam Wood (1943)
- Le conseguenze di un bacio (His Butler's Sister), regia di Frank Borzage (1943)
- Il miracolo del villaggio (The Miracle of Morgan's Creek), regia di Preston Sturges (1944)
- Il ponte di San Luis Rey (The Bridge of San Luis Rey), regia di Rowland V. Lee (1944)
- La stirpe del drago (Dragon Seed), regia di Harold S. Bucquet e Jack Conway (1944)
- California (Can't Help Singing), regia di Frank Ryan (1944)
- Perdonate il mio passato (Pardon My Past), regia di Leslie Fenton (1945)
- Uno scandalo a Parigi (A Scandal in Paris), regia di Douglas Sirk (1946)
- La matadora (Fiesta), regia di Richard Thorpe (1947)
- Violenza (The Gangster), regia di Gordon Wiles (1947)
- My Girl Tisa, regia di Elliott Nugent (1948)
- Il vagabondo della città morta (Relentless), regia di George Sherman (1948)
- Marocco (Outpost in Morocco), regia di Robert Florey (1949)
- Cagliostro (Black Magic), regia di Gregory Ratoff (1949)
- La legione del Sahara (Desert Legion), regia di Joseph Pevney (1953)
- Operazione commandos (They Who Dare), regia di Lewis Milestone (1954)
- Prigioniero dell'harem (You Know What Sailors Are), regia di Ken Annakin (1954)
- Rapporto confidenziale (Mr. Arkadin), regia di Orson Welles (1955)
- La vedova X, regia di Lewis Milestone (1955)
- Il sonno nero del dottor Satana (The Black Sleep), regia di Reginald Le Borg (1956)
- Le avventure di Cartouche, regia di Steve Sekely e Gianni Vernuccio (1956)
- Anastasia, regia di Anatole Litvak (1956)
- Fuoco sullo Yangtse (Yangtse Incident: The Story of H.M.S. Amethyst), regia di Michael Anderson (1957)
- L'infernale Quinlan (Touch of Evil), regia di Orson Welles (1958)
- Io e il colonnello (Me and the Colonel), regia di Peter Glenville (1958)
- La peccatrice del deserto, regia di Steve Sekely e Gianni Vernuccio (1959)
- Colpo grosso (Ocean's Eleven), regia di Lewis Milestone (1960)
- Le baccanti, regia di Giorgio Ferroni (1961)
- La moglie di mio marito, regia di Antonio Romàn (1961)
- Giulietta e Romanoff (Romanoff and Juliet), regia di Peter Ustinov (1961)
- Il giudizio universale, regia di Vittorio De Sica (1961)
- Il processo (Le procès), regia di Orson Welles (1962)
- Cronache di un convento (The Reluctant Saint), regia di Edward Dmytryk (1962)
- I briganti italiani, regia di Mario Camerini (1962)
- Una regina per Cesare, regia di Piero Pierotti e Viktor Tourjansky (1962)
- Ursus e la ragazza tartara, regia di Remigio Del Grosso (1962)
- Col ferro e col fuoco, regia di Fernando Cerchio (1963)
- Il Tulipano Nero (La Tulipe noire), regia di Christian-Jaque (1964)
- Panic Button... Operazione fisco! (Panic Button), regia di George Sherman e Giuliano Carnimeo (1964)
- Topkapi, regia di Jules Dassin (1964)
- Spuit Elf, regia di Paul Cammermans (1964)
- Le bambole (ep. Monsignor Cupido), regia di Mauro Bolognini (1965)
- Lord Jim, regia di Richard Brooks (1965)
- Agente Lemmy Caution: missione Alphaville (Alphaville, une étrange aventure de Lemmy Caution), regia di Jean-Luc Godard (1965)
- Rapina al sole (Par un beau matin d'été), regia di Jacques Deray (1965)
- Le meravigliose avventure di Marco Polo (Lo scacchiere di Dio) (La fabuleuse aventure de Marco Polo), regia di Denys de La Patellière e Raoul Lévy (1965)
- Marie Chantal contro il dr. Kha (Marie Chantal contre Dr. Kha), regia di Claude Chabrol (1965)
- S.S.S. sicario servizio speciale (The Liquidator), regia di Jack Cardiff (1965)
- I nostri mariti, regia di Luigi Filippo D'Amico, Luigi Zampa e Dino Risi (1966)
- Adulterio all'italiana, regia di Pasquale Festa Campanile (1966)
- Un gangster venuto da Brooklyn, regia di Emimmo Salvi (1966)
- Hotel Paradiso, regia di Peter Glenville (1966)
- Il comandante Robin Crusoe (Lt. Robin Crusoe, U.S.N.), regia di Byron Paul (1966)
- Caccia alla volpe, regia di Vittorio De Sica (1966)
- Una rosa per tutti, regia di Franco Rossi (1967)
- L'avvoltoio (The Vulture), regia di Lawrence Huntington (1967)
- O tutto o niente, regia di Guido Zurli (1968)
- Caterina sei grande (Great Catherine), regia di Gordon Flemyng (1968)
- Tenderly, regia di Franco Brusati (1968)
- El Verdugo (100 Rifles), regia di Tom Gries (1969)
- Justine, ovvero le disavventure della virtù (Marquis de Sade: Justine), regia di Jesús Franco (1969)
- Quel fantastico assalto alla banca (The Great Bank Robbery), regia di Hy Averback (1969)
- Moto Shel Yehudi, regia di Denys de La Patellière (1970)
- Don Chisciotte, regia di Orson Welles (1992) (postumo)

### Televisione
- Climax! – serie TV, episodio 1x29 (1955)
- The DuPont Show of the Month – serie TV, episodio 1x06 (1958)
- June Allyson Show (The DuPont Show with June Allyson) – serie TV, episodio 1x07 (1959)
- Westinghouse Desilu Playhouse – serie TV, episodio 2x12 (1960)
- The Dick Powell Show – serie TV, episodio 1x24 (1962)

## Doppiatori italiani
- Mario Besesti in La vita del dottor Pasteur, Giubbe rosse, I vendicatori, I cinque segreti del deserto, Per chi suona la campana, Il miracolo del villaggio, Il ponte di San Luis Rey, La stirpe del drago, Perdonate il mio passato, La matadora, Violenza, Il vagabondo della città morta, La legione del Sahara, Rapporto confidenziale
- Luigi Pavese in Le conseguenze di un bacio, Il sonno nero del dottor Satana, L'infernale Quinlan, La moglie di mio marito, Topkapi, Agente Lemmy Caution: missione Alphaville, Le meravigliose avventure di Marco Polo (Lo scacchiere di Dio), Il comandante Robin Crusoe, Caccia alla volpe
- Carlo Romano in I lancieri del Bengala (riedizione), La via dei giganti, California, Colpo grosso, Lord Jim
- Giorgio Capecchi in Anastasia, Giulietta e Romanoff, Il processo, Col ferro e col fuoco, Il Tulipano Nero
- Lauro Gazzolo in L'oro della Cina[1], I filibustieri
- Francesco Sormano in I nostri mariti, Adulterio all'italiana
- Corrado Gaipa in Justine, ovvero le disavventure della virtù, Quel fantastico assalto alla banca
- Gaetano Verna in Cagliostro
- Augusto Marcacci in Le baccanti
- Giorgio Piazza in Il giudizio universale
- Sergio Graziani in Le bambole
- Vittorio Sanipoli in Marie Chantal contro il dr. Kha
- Emilio Cigoli in Un gangster venuto da Brooklyn
- Oreste Lionello in Hotel Paradiso
- Mario Milita in O tutto o niente
- Bruno Alessandro in Il grande McGinty (doppiaggio tardivo)
- Sergio Fiorentini in Per chi suona la campana (ridoppiaggio 1978)
- Vittorio Congia in Per chi suona la campana (ridoppiaggio DVD)
- Renato Mori in Il ponte di San Luis Rey (ridoppiaggio)
- Oreste Rizzini ne L'infernale Quinlan (ridoppiaggio director's cut DVD)

## Riconoscimenti
- Premi Oscar 1936 – Candidatura all'Oscar al miglior attore non protagonista per L'oro della Cina
- Premi Oscar 1944 – Candidatura all'Oscar al miglior attore non protagonista per Per chi suona la campana